# Хьяульпарфосс

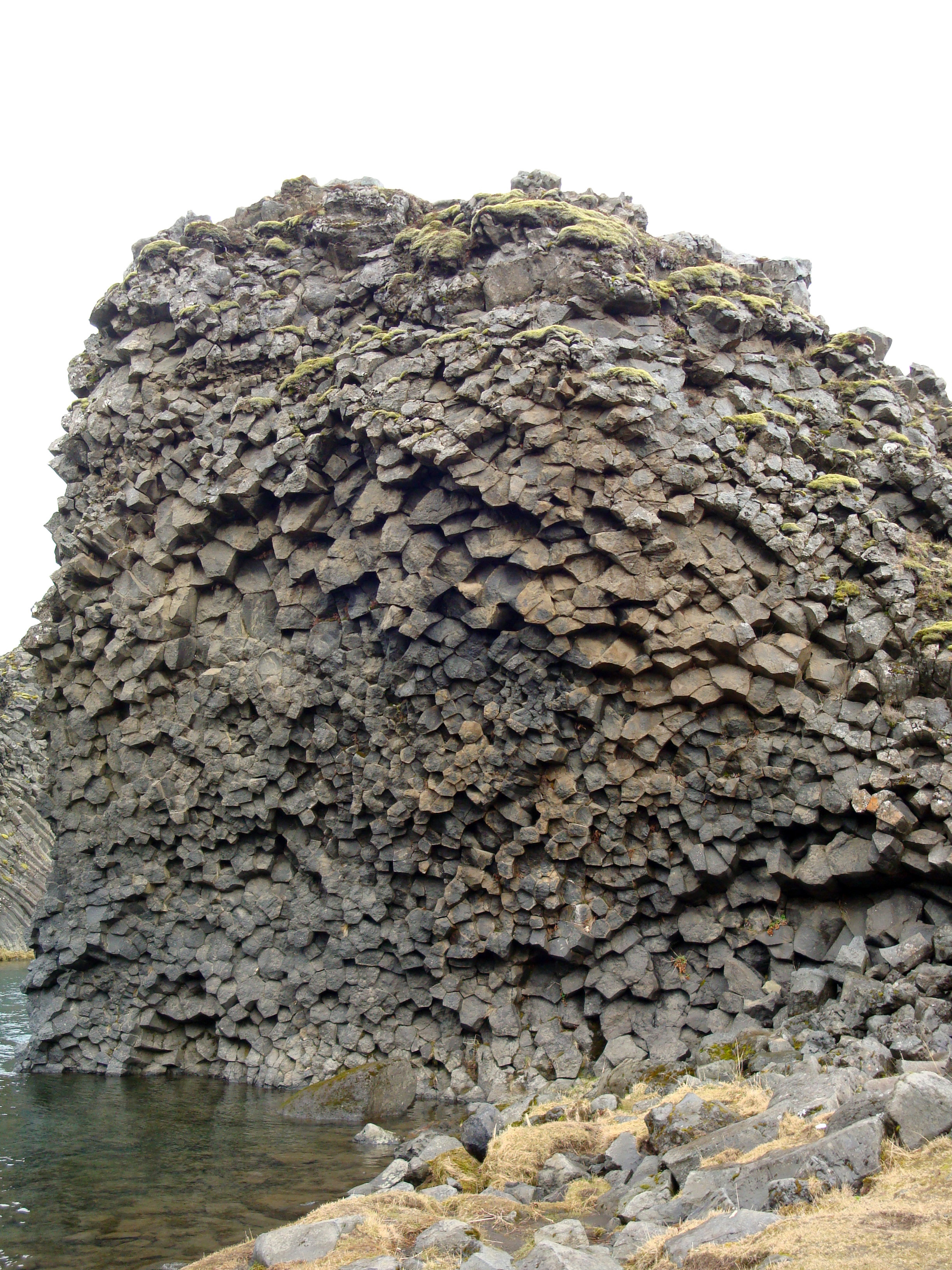
Базальтовый массив у водопада Хьяулпарфосс

Хьяульпарфосс (исл. Hjálparfoss) — один из нескольких водопадов на юге Исландии (Сюдюрланд), расположенный в лавовых полях к северу от стратовулкана Гекла, в месте, где объединяются реки Фоссау (исл. Fossá) и Тьоурсау. Водопад находится в 30 км на восток от поселения Флудир. К водопаду можно попасть по гравийной дорожке от Дороги 32, которая проходит через лавовые поля Викрар (исл. Vikrar). На расстоянии 5 км к югу находится еще один водопад, Тьоувафосс. Далее на востоке располагается водопад Хауифосс на реке Фоссау, и водопад Таунгафосс (исл. Tangafoss) на реке Тьоурсау.
Название водопада, дословно переводящееся как «водопад помощи», произошло от название этой местности Хьяульп (исл. Hjálp). Местность получила такое название благодаря тому, что тут путешественники находили себе еду и корм для лошадей после трудного и опасного перехода по маршруту Спрейнгисандюр.